# Camas (Sevilla)
Camas és una localitat a la província de Sevilla, Andalusia, Espanya. L'any 2005 tenia 25.768 habitants. La seva extensió superficial és de 12 km² i té una densitat de 2.147,3 hab/km². Les seves coordenades geogràfiques són 37° 24′ N, 6° 02′ O. Està situada a una altitud de 13 metres i a 4 kilòmetres de la capital de la província, Sevilla. Limita amb els municipis de Santiponce, Valencina de la Concepción, Castilleja de Guzmán, Castilleja de la Cuesta, Tomares i Sevilla.
| 1996   | 1998   | 1999   | 2000   | 2001   | 2002   | 2003   | 2004   | 2005   | 2006   | 2007   |
| ------ | ------ | ------ | ------ | ------ | ------ | ------ | ------ | ------ | ------ | ------ |
| 25.679 | 25.499 | 25.499 | 25.333 | 25.302 | 25.109 | 25.502 | 25.393 | 25.768 | 25.706 | 25.694 |